# Hermann-Kesten-Kolleg
Das Hermann-Kesten-Kolleg (HKK) in Nürnberg ist ein städtisches Gymnasium des zweiten Bildungsweges, das die Allgemeine Hochschulreife als Vollzeit- und Tagesschule vermittelt. Das Kolleg wurde 1961 unter dem Namen Nürnberg-Kolleg gegründet und am 6. Mai 2000 in Hermann-Kesten-Kolleg umbenannt.

## Geschichte
1961 genehmigte das bayerische Kultusministerium nach langjährigen Debatten die Eröffnung des Nürnberg-Kollegs. Gründungsrektor Karl Kunze startete am 2. Oktober 1961 um 8 Uhr den ersten Unterricht. Das geschah eine Stunde vor dem Münchenkolleg. Somit ist das HKK das erste öffentliche Kolleg in Bayern.
Zuerst befand sich das Schulgebäude kurz im Haus des Handels an der Sandstraße, bevor die Schule dann in der Urbanstraße in Zerzabelshof eine Heimat fand. 1986 wurde die Schule zum Egidienplatz verlegt. Im Jahr 1991 gab der Gründungsschulleiter sein Amt an Jürgen Handke ab. Unter diesem wurde 1993 das Kolleg in den Räumen des Sigena-Gymnasiums Nürnberg untergebracht, bevor es 2001 in die Fürther Straße umzog. Dort teilt sich das Kolleg unter anderem das Gebäude mit dem Nürnberger BFZ. Gudrun Kuhn übernahm ab 2006 die Schulleitungsgeschäfte. Ihr folgten 2011 Hannelore Rühr und 2019 Georg Altmann.
2000 erfolgte die Umbenennung des Kollegs nach Hermann Kesten, einem Ehrenbürger der Stadt Nürnberg.
Wie an allen bayerischen Gymnasien ist die Ausbildungsform achtjähriges Gymnasium im Sommer 2025 ausgelaufen.
Im Schuljahr 2024/25 waren am Kolleg 161 Schüler eingeschrieben.

## Aufnahme an das Kolleg

### Voraussetzungen
Für die Bewerbung in den Vorkurs bzw. in die Eingangsklasse (1. Klasse) benötigt man folgende Voraussetzungen:
- Mittlere Reife (nur für 1. Klasse)
- Eine abgeschlossene Berufsausbildung oder mindestens eine zweijährige Berufstätigkeit
- Ein Mindestalter von 18 Jahren (17 Jahren für Vorkurs)

Als Berufstätigkeit kann angerechnet werden:
- Führung eines Familienhaushaltes
- Arbeitslosigkeit
- Wehr – bzw. Pflichtdienst
- Ein soziales oder ökologisches Jahr
- Tätigkeiten bei der Entwicklungshilfe

### Ausbildungsverlauf
Das Kolleg verläuft drei- oder vierjährig:
- Vorkurs
- I. Klasse (E-Phase)
- II. Klasse (Q-Phase)
- III. Klasse (Q-Phase)

Der Vorkurs ist für Personen gedacht, die keinen mittleren Abschluss erworben haben oder schon längere Zeit keine Schule besucht haben. Es wird Unterrichtsstoff der Mittelstufe des Gymnasiums behandelt. Hat man bereits einen mittleren Abschluss oder absolviert den Vorkurs erfolgreich (höchstens einmal die Note 5 im Zeugnis) gelangt man in die I. Klasse (E-Phase). In der E-Phase wird der Stoff aus der 10. und 11. Jahrgangsstufe des Gymnasiums behandelt.
Während des ersten halben Jahres im Vorkurs und der I. Klasse unterliegen die Schüler jeweils einer Probezeit. Auch hier gelten dieselben Bedingungen zu einem erfolgreichen Abschluss wie im Vorkurs. Bei Bestehen der I. Klasse erwirbt man den Mittleren Schulabschluss und gelangt in die Q-Phase.
In der Q-Phase qualifiziert man sich für das Abitur. Es werden dann keine Noten im klassischen Sinne mehr verteilt, sondern Notenpunkte, die man über die II. und III. Klasse hinweg sammelt. Es müssen Pflichtfächer (Mathematik, Deutsch, Religion/Ethik, Geschichte) und Wahlpflichtfächer (mindestens je einmal Fremdsprache, Naturwissenschaft, Gesellschaftswissenschaft) besucht werden. Zudem gibt es sogenannte „Profilfächer“, zum Beispiel Sport, Kunst oder Philosophie. Anders als am Gymnasium gehören Sport und Musik oder Kunst nicht zum Pflichtprogramm (Anlage 6 zur GSO). In der Q-Phase ist außerdem ein Wissenschaftsseminar (W-Seminar) zu absolvieren. Die Abiturprüfung besteht dann aus fünf Fächern, darunter normalerweise Deutsch und Mathematik.

## Schulleben
Über den Unterricht hinaus bietet das Hermann-Kesten-Kolleg verschiedene außerschulische Angebote:
- Die „Schulplatzmiete“, vergleichbar mit einem Abonnement, ermöglicht es Schülern, innerhalb eines Schuljahres bis zu sechs Theateraufführungen kostengünstig zu besuchen.
- Die Schülerzeitung (ZAK) wird nicht mehr herausgegeben. Eine Schülergruppe betreibt einen Instagram-Kanal.
- Exkursionen und Studienfahrten.
- Die hauseigene Cafeteria.
- Wie an allen Nürnberger Schulen gibt es den städtischen Kulturausweis, der es erlaubt, ausgewählte Museen in Nürnberg kostenfrei oder ermäßigt zu besuchen.

## Förderverein
Durch den Förderverein des Hermann-Kesten-Kollegs kann es ermöglicht werden:
- bedürftige Schüler bei Lehrexkursionen zu unterstützen
- Projekte im Rahmen von Profilfächern (z. B. Fotoausstellungen) zu unterstützen
- Nachhilfe zu vermitteln
- Öffentlichkeitsarbeit zu betreiben

## Oskar-Karl-Forster-Stipendium
Bedürftige und begabte Schüler können im Rahmen des Oskar-Karl-Forster-Stipendiums eine einmalige Beihilfe beantragen.

## Bekannte Absolventen
- Wolfgang Eckart (ehemaliger Direktor des Bildungszentrums Nürnberg)
- Karl-Heinz Enderle (Vorsitzender der Altstadtfreunde Nürnberg e. V.)
- Martina Mittenhuber (Menschenrechtsbüro der Stadt Nürnberg)
- Claus Pese (ehemaliger Oberkurator des Germanischen Nationalmuseums)
- Klaus Schamberger (Journalist, Schriftsteller und Humorist)
- Elmar Tannert (Schriftsteller)
- Udo Kunzmann (Geschäftsführer Waldkrankenhaus Erlangen)
- Dr. Christian Schacher (Internist)

## Verkehrsanbindung/Lage
Das Gebäude des HKK ist ein Bestandteil des ehemaligen Triumph-Adler-Geländes im Nürnberger Westen und liegt nahe der Stadtgrenze zu Fürth. Durch die U-Bahn-Haltestelle Eberhardshof kann das Kolleg einfach mit den Öffentlichen Verkehrsmitteln (U-Bahn-Linie U1) aus Nürnberg und Fürth erreicht werden.